# Cartelhe
Cartelhe (em normativa RAG e oficialmente, Cartelle) é um município da Espanha na província de Ourense, comunidade autónoma da Galiza. Tem 93,94 km² de área e em 2021 tinha 2 570 habitantes (densidade: 27,4 hab./km²).

## Demografia
| Variação demográfica do município entre 1991 e 2004 | Variação demográfica do município entre 1991 e 2004 | Variação demográfica do município entre 1991 e 2004 | Variação demográfica do município entre 1991 e 2004 |
| --------------------------------------------------- | --------------------------------------------------- | --------------------------------------------------- | --------------------------------------------------- |
| 1991                                                | 1996                                                | 2001                                                | 2004                                                |
| 4125                                                | 4073                                                | 3732                                                | 3565                                                |

## Patrimônio edificado
- Torre de Sande